# Завод сепарації у Гамільтоні
Завод сепарації у Гамільтоні — підприємство гірничодобувної галузі на півдні Австралії.
У 2005 році компанія Iluka Resources Ltd ввела в дію копальню Дуглас, що, окрім видобутку та збагачення титан-цирконієвих пісків, також здійснювала первинне розділення з отриманням рутил-цирконового концентрату. Останній вивозили автотранспортом на розташований менш ніж за сотню кілометрів завод сепарації в Гамільтоні.
Майданчик у Гамільтоні мав потужність у 55 тонн концентрату на годину. Відомо, що в 2008 році Iluka Resources отримала з бассейну Мюррей (де єдиною належною їй копальнею була Дуглас) 113 тисяч тонн циркону, 66 тисяч тонн рутилу та 6 тисяч тонн лейкоксену.
На початку 2012-го розробка Дуглас завершилась, проте ще в 2009-му Iluka Resources Ltd розгорнула в бассейні Мюррей діяльність з розробки родовищ в околицях міста Ouyen. Вивозили звідси рутил-цирконовий концентрат автопоїздами до розташованого за кілька десятків кілометрів Хоуптауну, де перевантажували на залізницю для відправки на все той же завод сепарації в Гамільтоні.
У 2015-му видобуток в околицях Ouyen завершився, проте відправка вже видобутої продукції до Гамільтону тривала до 2017 року, після чого завод сепарації законсервували.
Також відомо, що один з кар'єрів колишньої копальні Дуглас використали для захоронення відходів з трохи підвищеною радіоактивністю (через вміст монациту), які утворювалися під час діяльності майданчика в Гамільтоні.
Очікується, що завод у Гамільтоні відновить роботу на сировині з нової копальні Бальранальд (Balranald), введення якої в експлуатацію очікується наприкінці 2025 року, що має забезпечити виробництво 60 тисяч тонн рутилу та 50 тисяч тонн циркону на рік.